# Dancing with Myself
"Dancing with Myself" is een single van de Britse punkband Generation X, afkomstig van hun derde en laatste studioalbum Kiss Me Deadly uit 1980. Het nummer betekende de doorbraak van zanger Billy Idol, die het nummer ook schreef met Gen X-bassist Tony James, in de Verenigde Staten toen Idol het nummer daar in 1981 opnieuw solo uitbracht. In 1982 coverde de Belgische rockgroep De Kreuners het nummer onder de vernederlandste naam "Ik dans wel met mezelf".
"Dancing with Myself" groeide uit tot hun grootste hit. Idol en James lieten zich inspireren door een reis naar Japan, waar ze op tournee waren. Ze werden, volgens Idol, getroffen door de aanblik van de jonge menigte in een discotheek in Tokio, die danste met hun eigen weerspiegelingen in ommuurde spiegels in plaats van elkaar.

## Versies

### DoorGen X

#### 7": Chrysalis - CHS 2444 (VK)
1. "Dancing with Myself" (3:30)
2. "Ugly Rash" (4:30)

#### 12": Chrysalis - CHS 12 2444 (VK)
1. "Dancing with Myself" (4:06)
2. "Loopy Dub" (5:08)
3. "Ugly Dub" (3:05)

### DoorBilly Idol

#### 7": Chrysalis - IDOL 1 (VK)
1. "Dancing with Myself" (3:19) ["Billy Idol featuring Generation X"]
2. "Love Calling (Dub)" (5:33)

#### 12": Chrysalis - IDOLX 1 (VK)
1. "Dancing with Myself" (6:05) ["Billy Idol featuring Generation X"]
2. "Love Calling (Dub)" (5:33)
3. "White Wedding" (8:20)
4. "Hot in the City" (5:20)